# Grande Fratello VIP
Grande Fratello VIP (también abreviado como GFVIP) es la versión VIP del reality show Grande Fratello, emitido en Italia por Canale 5 desde el 19 de septiembre de 2016 y producido por Endemol Shine Italy. Los protagonistas del reality son personas conocidas (VIP), repartidas a partes iguales entre hombres y mujeres, que comparten su día a día, filmado las 24 horas del día por una serie de cámaras.
El reality show se transmite en vivo en horario central en Canale 5 para el episodio de la tarde, mientras que para las franjas horarias diurnas, esta última cadena se une a Italia 1. Además, la retransmisión en directo es visible en La5 en dos franjas horarias específicas y en Mediaset Extra en directo desde casa y en streaming en Mediaset Infinity con dos direcciones dedicadas
De 2016 a 2018 (en las tres primeras ediciones) el programa estuvo a cargo de Ilary Blasi, mientras de 2020 a 2023 (de la cuarta a la séptima edición) la dirección pasó a Alfonso Signorini.

## Regulación
Los participantes, como en las ediciones clásicas, viven encerrados en una gran casa las 24 horas del día, espiados por numerosas cámaras que les pueden seguir desde cualquier lugar de la casa.
No pueden tener ningún contacto con el mundo exterior (a menos que la producción lo permita explícitamente), y están completamente prohibidos y prohibidos: teléfonos celulares de cualquier tipo, relojes, computadoras, teléfonos fijos, CD, reproductores de MP3, libros y televisores (excepto de un serie de pantallas de circuito cerrado instaladas y gestionadas por los autores) con el objetivo de Grande Fratello de no crear distracciones de la vida en la Casa. Durante los shows en vivo, los concursantes solo pueden escuchar las voces del conductor, los expertos y los concursantes eliminados durante las semanas anteriores, sin poder verlos.
Los concursantes pueden confiar en Grande Fratello, quien coordina y decide el desarrollo del juego, en una sala insonorizada denominada confesionario, cuyo mobiliario es el mismo que en el programa original (sillón en el centro y paredes rojas), mientras que el La fisonomía interna del resto de la casa es variable, pero siempre manteniéndose en la misma estructura externa.
En ocasiones, durante la semana los concursantes tienen que enfrentarse a la prueba semanal: en caso de aprobar, obtendrán un mayor presupuesto para las compras semanales.
En caso de derrota durante las nominaciones (votación en la que el público en casa decide a quién salvar, mientras que antes podía decidir a quién eliminar) o violaciones de las reglas, los concursantes son eliminados del programa; la única persona que queda en el juego al final de la realidad gana, donando el 50% del dinero del premio a una organización benéfica de su elección, en esta versión VIP.
Si se les dice a los concursantes que se congelen, deben congelarse cuando esto suceda, interrumpiendo cualquier acción que estuvieran realizando. Solo cuando escuchen stop freeze, los competidores podrán reanudar la actividad. Este sistema ya se había utilizado en la edición clásica del espectáculo para permitir la entrada de personas cercanas a los concursantes o personas completamente desconocidas.
Para todas las ediciones, el premio en metálico es de 100 000 euros, de los cuales la mitad se dona a una asociación a elección del ganador.

## Estudio de televisión
El estudio de televisión, llamado Palastudio, también ubicado en Cinecittà, no muy lejos de la casa, es una verdadera pasarela en medio de la audiencia rodeada de una imponente escenografía compuesta por videowalls e imponentes arcos en forma de ojos. El mismo estudio se utiliza desde la decimotercera edición de la versión original del formato hasta la actualidad.
Durante la cuarta edición, más precisamente del 11 de marzo al 8 de abril de 2020, durante la dirección de Alfonso Signorini, debido a la emergencia del COVID-19 la retransmisión en directo desde el estudio se trasladó al Centro de producción de Mediaset de Cologno Monzese en Milán, ciudad donde vive el propio director de orquesta, primero en el estudio 5 y luego desde el estudio 10, en conexión con el Palastudio y la casa Cinecittà.
En la séptima edición, más precisamente a partir del 19 de septiembre de 2022, el estudio ha sufrido cambios sustanciales: la pasarela presente desde la primera edición ha sido reemplazada por una arena más circular, con un área reservada tanto para columnistas como para Giulia Salemi, a cargo de seleccionando los comentarios más cautivadores del mundo social. Los propios Twitter se muestran por primera vez en pantallas especiales directamente durante la transmisión en vivo.

## Elenco

### Conductores
| Conductor         | Edición | Edición | Edición | Edición | Edición | Edición | Edición | Total |
| Conductor         | 1       | 2       | 3       | 4       | 5       | 6       | 7       | Total |
| ----------------- | ------- | ------- | ------- | ------- | ------- | ------- | ------- | ----- |
| Alfonso Signorini |         |         |         |         |         |         |         | 4     |
| Ilary Blasi       |         |         |         |         |         |         |         | 3     |

### Comentaristas
Comentarista en el estudio      Comentarista en conexión      Comentarista popular
| Comentarista       | Edición | Edición | Edición | Edición | Edición | Edición | Edición | Total |
| Comentarista       | 1       | 2       | 3       | 4       | 5       | 6       | 7       | Total |
| ------------------ | ------- | ------- | ------- | ------- | ------- | ------- | ------- | ----- |
| Alfonso Signorini  |         |         |         |         |         |         |         | 3     |
| Gialappa's Band    |         |         |         | 2       |         |         |         |       |
| Pupo               |         |         |         | 2       |         |         |         |       |
| Sonia Bruganelli   |         |         |         | 2       |         |         |         |       |
| Wanda Nara         |         |         |         | [ N 2 ] |         |         |         | 1     |
| Antonella Elia     |         |         |         |         |         |         |         | 1     |
| Adriana Volpe      |         |         |         |         |         |         |         | 1     |
| Adriana María Rota | [ N 3 ] |         |         |         |         |         |         | 1     |
| Rosella Rota       | [ N 3 ] |         |         |         |         |         |         | 1     |
| Laura Freddi       | [ N 4 ] |         |         |         |         |         |         | 1     |
| Orietta Berti      |         |         |         |         |         |         |         | 1     |
| Soleil Sorge       | [ N 5 ] |         |         |         |         |         |         | 1     |
| Pierpaolo Pretelli | [ N 5 ] |         |         |         |         |         |         | 1     |

### Salón social
Leyenda
     Enviado
     Locutor de radio
     Empresa de internet
| Enviado / patrocinador | Edición | Edición | Edición | Edición | Edición | Edición | Edición | Total |
| Enviado / patrocinador | 1       | 2       | 3       | 4       | 5       | 6       | 7       | Total |
| ---------------------- | ------- | ------- | ------- | ------- | ------- | ------- | ------- | ----- |
| Alessandro Sansone     |         |         |         |         |         |         |         | 2     |
| R101                   |         |         | 2       |         |         |         |         |       |
| Linkem                 |         |         |         |         |         |         |         | 2     |
| Giulia Salemi          |         |         |         |         |         |         |         | 1     |

## Ediciones
| Edición | Conductor         | Período                  | Período                 | Apuestas | Días | Comentaristas     | Comentaristas     | Comentaristas      | Comentaristas     | Comentaristas   | Comentaristas      | Comentaristas | Enviados           | Director         | Director      | Bote      | Competidores           | Ganadores       |
| Edición | Conductor         | Comenzar                 | Din                     | Apuestas | Días | En el estudio     | En el estudio     | En el estudio      | En el estudio     | Conectando      | Popular            | Popular       | Enviados           | Hogar            | Estudiar      | Bote      | Competidores           | Ganadores       |
| ------- | ----------------- | ------------------------ | ----------------------- | -------- | ---- | ----------------- | ----------------- | ------------------ | ----------------- | --------------- | ------------------ | ------------- | ------------------ | ---------------- | ------------- | --------- | ---------------------- | --------------- |
| 1       | Ilary Blasi       | 19 de septiembre de 2016 | 7 de noviembre de 2016  | 8        | 50   | Alfonso Signorini | Alfonso Signorini | Alfonso Signorini  | Alfonso Signorini | No presente     | No presente        | No presente   | Alessandro Sansone | Sergio Colabona  | Marco Fuortes | 100 000 € | 14                     | Alessia Macari  |
| 2       | Ilary Blasi       | 11 de septiembre de 2017 | 4 de diciembre de 2017  | 13       | 85   | Alfonso Signorini | Alfonso Signorini | Alfonso Signorini  | Alfonso Signorini | Gialappa's Band | No presente        | No presente   | Alessandro Sansone | Sergio Colabona  | Marco Fuortes | 100 000 € | 20                     | Daniele Bossari |
| 2       | Ilary Blasi       | 11 de septiembre de 2017 | 4 de diciembre de 2017  | 13       | 85   | Alfonso Signorini | Alfonso Signorini | Alfonso Signorini  | Alfonso Signorini | Gialappa's Band | No presente        | No presente   | Alessandro Sansone | Alessio Pollacci | Marco Fuortes | 100 000 € | 20                     | Daniele Bossari |
| 3       | Ilary Blasi       | 24 de septiembre de 2018 | 10 de diciembre de 2018 | 15       | 78   | Alfonso Signorini | Alfonso Signorini | Alfonso Signorini  | Alfonso Signorini | Gialappa's Band | No presente        | No presente   | No presente        | 23               | Marco Fuortes | 100 000 € | Walter Nudo            |                 |
| 4       | Alfonso Signorini | 8 de enero de 2020       | 8 de abril de 2020      | 20       | 92   | Pupo              | Wanda Nara        | Wanda Nara         | Wanda Nara        | No presente     | No presente        | No presente   | No presente        | 29               | Marco Fuortes | 100 000 € | Paola Di Benedetto     |                 |
| 5       | Alfonso Signorini | 14 de septiembre de 2020 | 1 de marzo de 2021      | 44       | 169  | Pupo              | Antonella Elia    | Antonella Elia     | Antonella Elia    | No presente     | No presente        | No presente   | No presente        | 34               | Marco Fuortes | 100 000 € | Tommaso Zorzi          |                 |
| 6       | Alfonso Signorini | 13 de septiembre de 2021 | 14 de marzo de 2022     | 49       | 183  | Adriana Volpe     | Sonia Bruganelli  | Laura Freddi       | Laura Freddi      | No presente     | Adriana Maria Rota | Rosella Rota  | No presente        | 37               | Marco Fuortes | 100 000 € | Jessica Hailé Selassié |                 |
| 7       | Alfonso Signorini | 19 de septiembre de 2022 | 3 de abril de 2023      | 45       | 197  | Orietta Berti     | Sonia Bruganelli  | Pierpaolo Pretelli | Soleil Sorge      | No presente     | No presente        | No presente   | Giulia Salemi      | 35               | Marco Fuortes | 100 000 € | Oriana Marzoli         |                 |

## Competidores

### Grande Fratello VIP 1(2016)
Presentadora: Ilary Blasi - Inicio de emisión: 19 de septiembre de 2016 - Fin de la transmisión: 7 de noviembre de 2016 - Episodios: 8 - Días: 50 - Número de participantes: 14 - Premio en metálico: 100 000 € - Opinionista: Alfonso Signorini - Enviado: Alessandro Sansone - Estación de radio: R101
La primera edición de Grande Fratello VIP se emitió en directo en horario central en Canale 5 del 19 de septiembre al 7 de noviembre de 2016 en el Palastudio de Cinecittà en Roma, conducida por Ilary Blasi, apoyada en el estudio por el comentarista Alfonso Signorini y por Alessandro Sansone como corresponsal por R101.
Los 14 concursantes se quedaron en la casa durante 50 días y Alessia Macari ganó el premio final en metálico de 100 000 euros.
| Competidor            | Edad    | Profesión                                | Lugar de nacimiento | Estado              |
| --------------------- | ------- | ---------------------------------------- | ------------------- | ------------------- |
| Alessia Macari        | 22 años | Showgirl                                 | Dublín              | Ganadora            |
| Gabriele Rossi        | 28 años | Bailarín, actor                          | Alatri              | Segundo clasificado |
| Valeria Marini        | 49 años | Showgirl, actriz                         | Roma                | Tercera clasificada |
| Stefano Bettarini     | 44 años | Exfutbolista, personalidad de televisión | Forlì               | Cuarto clasificado  |
| Laura Freddi          | 44 años | Showgirl, actriz                         | Roma                | Eliminada           |
| Andrea Damante        | 26 años | DJ, personalidad de televisión           | Gela                | Eliminado           |
| Elenoire Casalegno    | 40 años | Presentadora de televisión               | Savona              | Eliminada           |
| Mariana Rodríguez     | 25 años | Modelo                                   | Caracas             | Eliminada           |
| Bosco Cobos           | 30 años | Actor, estilista                         | Málaga              | Eliminado           |
| Antonella Mosetti     | 41 años | Showgirl                                 | Roma                | Eliminada           |
| Asia Nuccetelli       | 20 años | Modelo                                   | Roma                | Eliminada           |
| Pamela Prati          | 57 años | Showgirl, actriz                         | Ozieri              | Expulsada           |
| Clemente Russo        | 34 años | Boxeador, personalidad de televisión     | Caserta             | Expulsada           |
| Costantino Vitagliano | 42 años | Personalidad de televisión               | Milán               | Eliminado           |

### Grande Fratello VIP 2(2017)
Presentadora: Ilary Blasi - Inicio de emisión: 11 de septiembre de 2017 - Fin de emisión: 4 de diciembre de 2017 - Episodios: 13 - Días: 85 - Número de participantes: 20 - Premio en metálico: 100 000 € - Columnista en el estudio: Alfonso Signorini - Opinionistas en relación: Gialappa's Band - Enviado: Alessandro Sansone - Estación de radio: R101
La segunda edición de Grande Fratello VIP se emitió en directo en horario central en Canale 5 del 11 de septiembre al 4 de diciembre de 2017 en el Palastudio de Cinecittà en Roma, conducida por segunda vez consecutiva por Ilary Blasi, apoyada en el estudio por el comentarista Alfonso Signorini por segunda vez consecutiva y en relación con la Gialappa's Band como comentaristas, y por Alessandro Sansone como corresponsal de R101 por segunda y última vez consecutiva.
Los 20 concursantes permanecieron en la casa durante 85 días y Daniele Bossari se llevó el premio final en metálico de 100 000 euro.
| Competidor           | Edad    | Profesión                                       | Lugar de nacimiento     | Estado              |
| -------------------- | ------- | ----------------------------------------------- | ----------------------- | ------------------- |
| Daniele Bossari      | 42 años | Presentador de televisión, locutor de radio     | Milán                   | Ganador             |
| Luca Onestini        | 24 años | Modelo, personalidad de televisión              | Castel San Pietro Terme | Segundo clasificado |
| Ivana Mrázová        | 25 años | Modelo, personalidad de televisión              | Vimperk                 | Tercera clasificada |
| Giulia De Lellis     | 21 años | Influencer, personalidad de televisión          | Roma                    | Cuarta clasificada  |
| Aída Yéspica         | 35 años | Modelo, showgirl                                | Barquisimeto            | Quinta clasificada  |
| Raffaello Tonon      | 37 años | Personalidad de televisión                      | Milán                   | Eliminado           |
| Cristiano Malgioglio | 72 años | Cantautor, letrista, personalidad de televisión | Ramacca                 | Eliminado           |
| Lorenzo Flaherty     | 49 años | Actor                                           | Roma                    | Eliminado           |
| Ignazio Moser        | 25 años | Modelo, ciclista                                | Trento                  | Eliminado           |
| Cecilia Rodríguez    | 27 años | Modelo                                          | Buenos Aires            | Eliminada           |
| Jeremias Rodríguez   | 28 años | Modelo                                          | Buenos Aires            | Eliminado           |
| Corinne Cléry        | 67 años | Actriz                                          | París                   | Eliminada           |
| Carmen Russo         | 57 años | Bailarina, showgirl, actriz                     | Génova                  | Eliminada           |
| Veronica Angeloni    | 31 años | Jugador de voleibol                             | Massa                   | Eliminada           |
| Gianluca Impastato   | 45 años | Comediante                                      | Milán                   | Expulsado           |
| Simona Izzo          | 64 años | Actriz, directora, guionista                    | Roma                    | Eliminada           |
| Carmen Di Pietro     | 52 años | Showgirl                                        | Potenza                 | Eliminada           |
| Marco Predolin       | 66 años | Presentador de televisión                       | Borgo Val di Taro       | Expulsado           |
| Serena Grandi        | 59 años | Actriz                                          | Bolonia                 | Eliminada           |
| Carla Cruz           | 24 años | Modelo                                          | Quito                   | Eliminada           |

### Grande Fratello VIP 3(2018)
Presentadora: Ilary Blasi - Inicio de emisión: 24 de septiembre de 2018 - Fin de emisión: 10 de diciembre de 2018 - Episodios: 15 - Días: 78 - Número de participantes: 23 - Premio en metálico: 100 000 € - Columnista en el estudio: Alfonso Signorini - Opinionistas en relación: Gialappa's Band
La tercera edición de Grande Fratello VIP se emitió en directo en horario central en Canale 5 del 24 de septiembre al 10 de diciembre de 2018 en el Palastudio de Cinecittà en Roma, conducida nuevamente por Ilary Blasi por tercera y última vez consecutiva, con el apoyo de un estudio de la comentarista Alfonso Signorini por tercera y última vez consecutiva, dado que en la siguiente edición pasa a ser conductor del programa, y en conexión con la Gialappa's Band como comentaristas por segunda y última vez consecutiva.
Los 23 concursantes estuvieron en la casa durante 78 días y Walter Nudo se llevó el premio final de 100 000 euros.
| Competidor                  | Edad    | Profesión                                           | Lugar de nacimiento | Estado              |
| --------------------------- | ------- | --------------------------------------------------- | ------------------- | ------------------- |
| Walter Nudo                 | 48 años | Actor, ex modelo                                    | Montreal            | Ganador             |
| Andrea Mainardi             | 35 años | Chef, presentador de televisión                     | Bérgamo             | Segundo clasificado |
| Silvia Provvedi             | 24 años | Cantante, personalidad de televisión                | Módena              | Tercera clasificada |
| Stefano Sala                | 28 años | Modelo                                              | Gravedona           | Cuarto clasificado  |
| Francesco Monte             | 30 años | Modelo, actor, personalidad de televisión           | Tarento             | Quinto clasificado  |
| Benedetta Mazza             | 28 años | Showgirl, actriz                                    | Parma               | Eliminada           |
| Giulia Salemi               | 25 años | Influencer, showgirl                                | Plasencia           | Eliminada           |
| Lory Del Santo              | 60 años | Actriz, personaggio TV                              | Povegliano Veronese | Eliminada           |
| Giulia Provvedi             | 24 años | Cantante, personaggio TV                            | Módena              | Eliminada           |
| Martina Hamdy               | 24 años | Presentadora del tiempo, personalidad de televisión | Milán               | Eliminada           |
| Jane Alexander              | 45 años | Actriz, presentadora de televisión                  | Watford             | Eliminada           |
| Ivan Cattaneo               | 65 años | Cantautor, pintor                                   | Bérgamo             | Eliminado           |
| Ela Weber                   | 52 años | Showgirl                                            | Dettelbach          | Eliminada           |
| Alessandro Cecchi Paone     | 57 años | Presentador de televisión, periodista               | Roma                | Eliminado           |
| Fabio Basile                | 23 años | Yudoca                                              | Rivoli              | Eliminado           |
| Maria Monsè                 | 44 años | Actriz, personalidad de televisión                  | Catania             | Eliminada           |
| Elia Fongaro                | 28 años | Modelo, personalidad de televisión                  | Arzignano           | Eliminado           |
| Daniela Del Secco d'Aragona | 66 años | Marquesa, personalidad de televisión                | Roma                | Eliminada           |
| Eleonora Giorgi             | 64 años | Actriz                                              | Roma                | Eliminada           |
| Enrico Silvestrin           | 46 años | Locutor de radio                                    | Roma                | Eliminado           |
| Maurizio Battista           | 61 años | Actor, comediante                                   | Roma                | Retirado            |
| Valerio Merola              | 63 años | Presentador de televisión                           | Roma                | Eliminado           |
| Lisa Fusco                  | 39 años | Camediante                                          | Nápoles             | Eliminada           |

### Grande Fratello VIP 4(2020)
Presentador: Alfonso Signorini - Inicio de emisión: 8 de enero de 2020 - Fin de emisión: 8 de abril de 2020 - Episodios: 20 - Días: 92 - Número de participantes: 29 - Premio en metálico: 100 000 € - Columnistas: Pupo, Wanda Nara
La cuarta edición de Grande Fratello VIP se emitió en directo en horario central en Canale 5 del 8 de enero al 8 de abril de 2020, en el Palastudio de Cinecittà en Roma y en los estudios Mediaset de Cologno Monzese en Milán, con la conducción de Alfonso Signorini, apoyado en el estudio por los comentaristas Pupo (ausente en el undécimo episodio del 14 de febrero de 2020) y Wanda Nara (presente durante los primeros quince episodios y conectada para el final).
Los 29 concursantes estuvieron en la casa durante 92 días y Paola Di Benedetto ganó el premio final en metálico de 100 000 euros.
| Competidor                | Edad    | Profesión                                        | Lugar de nacimiento     | Estado              |
| ------------------------- | ------- | ------------------------------------------------ | ----------------------- | ------------------- |
| Paola Di Benedetto        | 25 años | Showgirl, modelo                                 | Vicenza                 | Ganadora            |
| Paolo Ciavarro            | 28 años | Personalidad de televisión                       | Roma                    | Segundo clasificado |
| Sossio Aruta              | 49 años | Personalidad de televisión, futbolista           | Castellammare di Stabia | Tercero clasificado |
| Patrick Ray Pugliese      | 42 años | Personalidad de televisión                       | Teherán                 | Cuarto clasificado  |
| Aristide Malnati          | 55 años | Egiptólogo                                       | Milán                   | Quinto clasificado  |
| Antonella Elia            | 56 años | Showgirl                                         | Turín                   | Sexta clasificada   |
| Andrea Denver             | 28 años | Modelo                                           | Verona                  | Eliminado           |
| Teresanna Pugliese        | 32 años | Blogger, personalidad de televisión              | Nápoles                 | Eliminada           |
| Licia Nunez               | 41 años | Actriz                                           | Barletta                | Eliminada           |
| Antonio Zequila           | 56 años | Actor, personalidad de televisión                | Atrani                  | Eliminado           |
| Sara Soldati              | 21 años | Modelo                                           | Bolonia                 | Eliminada           |
| Fernanda Lessa            | 42 años | Showgirl, DJ                                     | Río de Janeiro          | Eliminada           |
| Adriana Volpe             | 46 años | Presentadora de televisión                       | Trento                  | Retirada            |
| Valeria Marini            | 52 años | Showgirl, personalidad de televisión             | Roma                    | Eliminada           |
| Fabio Testi               | 78 años | Actor, personalidad de televisión                | Peschiera del Garda     | Eliminado           |
| Asia Valente              | 23 años | Influencer                                       | Benevento               | Eliminada           |
| Andrea Montovoli          | 34 años | Actor                                            | Porretta Terme          | Retirado            |
| Clizia Incorvaia          | 39 años | Modelo, bloguera de moda                         | Pordenone               | Expulsada           |
| Pacifico "Pago" Settembre | 48 años | Cantante                                         | Quartu Sant'Elena       | Eliminado           |
| Serena Enardu             | 43 años | Personalidad de televisión                       | Quartu Sant'Elena       | Eliminada           |
| Barbara Alberti           | 76 años | Escritora, guionista, comentarista de televisión | Umbertide               | Retirada            |
| Michele Cucuzza           | 67 años | Presentador de televisión, periodista            | Catania                 | Eliminado           |
| Carlotta Maggiorana       | 28 años | Modelo, actriz, concursante de belleza           | San Severino Marche     | Retirada            |
| Rita Rusić                | 59 años | Productora cinematográfica                       | Parenzo                 | Eliminada           |
| Iván González             | 27 años | Modelo, personalidad de televisión               | Jerez de la Frontera    | Eliminado           |
| Pasquale Laricchia        | 47 años | Personalidad de televisión                       | Bari                    | Eliminado           |
| Sergio Volpini            | 45 años | Emprendedor, personalidad de televisión          | Ancona                  | Eliminado           |
| Elisa De Panicis          | 28 años | Influencer, personalidad de televisión           | Milán                   | Eliminada           |
| Salvo Veneziano           | 45 años | Emprendedor, personalidad de televisión          | Siracusa                | Expulsado           |

### Grande Fratello VIP 5(2020-2021)
Presentador: Alfonso Signorini - Inicio de emisión: 14 de septiembre de 2020 - Fin de emisión: 1 de marzo de 2021 - Episodios: 44 - Días: 169 - Número de participantes: 34 - Premio en metálico: 100 000 € - Columnistas: Pupo, Antonella Elia
La quinta edición de Grande Fratello VIP se emitió en directo en horario central en Canale 5 del 14 de septiembre de 2020 al 1 de marzo de 2021 en el Palastudio de Cinecittà en Roma, de nuevo conducido por Alfonso Signorini por segunda vez consecutiva, apoyado en un estudio por los comentaristas Pupo y Antonella Elia.
Los 34 concursantes estuvieron en la casa durante 169 días y Tommaso Zorzi ganó el premio final en metálico de 100 000 euros.
| Competidor           | Edad    | Profesión                                                 | Lugar de nacimiento | Estado              |
| -------------------- | ------- | --------------------------------------------------------- | ------------------- | ------------------- |
| Tommaso Zorzi        | 25 años | Influencer                                                | Milán               | Ganador             |
| Pierpaolo Pretelli   | 30 años | Modelo, personalidad de televisión                        | Maratea             | Segundo clasificado |
| Stefania Orlando     | 53 años | Presentadora de televisión, cantautora                    | Roma                | Tercera clasificada |
| Dayane Mello         | 31 años | Modelo                                                    | Joinville           | Cuarta clasificada  |
| Andrea Zelletta      | 27 años | Modelo, DJ, personalidad de televisión                    | Tarento             | Quinto clasificado  |
| Samantha de Grenet   | 50 años | Presentadora de televisión, showgirl                      | Roma                | Eliminada           |
| Rosalinda Cannavò    | 27 años | Actriz                                                    | Mesina              | Eliminada           |
| Andrea Zenga         | 27 años | Entrenador personal, modelo                               | Milán               | Eliminado           |
| Giulia Salemi        | 27 años | Influencer, corista, personalidad de televisión           | Plasencia           | Eliminada           |
| Maria Teresa Ruta    | 60 años | Showgirl, presentadora de televisión                      | Turín               | Eliminada           |
| Alda D'Eusanio       | 70 años | Periodista, presentadora de televisión                    | Tollo               | Expulsada           |
| Carlotta Dell'Isola  | 27 años | Gerente, personalidad de televisión                       | Anzio               | Eliminada           |
| Cecilia Capriotti    | 44 años | Personalidad de televisión, actriz                        | Ascoli Piceno       | Eliminada           |
| Mario Ermito         | 29 años | Actor, personalidad de televisión                         | Bríndisi            | Eliminado           |
| Giacomo Urtis        | 43 años | Dermatólogo, cantante, personalidad de televisión         | Caracas             | Eliminado           |
| Sonia Lorenzini      | 31 años | Influencer, personalidad de televisión                    | Asola               | Eliminada           |
| Cristiano Malgioglio | 75 años | Cantautor, letrista, personalidad de televisión           | Ramacca             | Eliminado           |
| Filippo Nardi        | 51 años | DJ, presentador de televisión, personalidad de televisión | Londres             | Expulsado           |
| Selvaggia Roma       | 31 años | Influencer, personalidad de televisión                    | Roma                | Eliminada           |
| Elisabetta Gregoraci | 40 años | Presentadora de televisión, actriz                        | Soverato            | Retirada            |
| Francesco Oppini     | 38 años | Comentarista deportivo                                    | Turín               | Retirado            |
| Enock Barwuah        | 27 años | Jugador de fútbol                                         | Brescia             | Eliminado           |
| Patrizia De Blanck   | 79 años | Condesa, personalidad de televisión                       | Roma                | Eliminada           |
| Massimiliano Morra   | 35 años | Actor                                                     | Nápoles             | Eliminado           |
| Paolo Brosio         | 64 años | Periodista, escritor                                      | Asti                | Eliminado           |
| Stefano Bettarini    | 48 años | Personalidad de televisión, exfutbolista                  | Forlì               | Expulsado           |
| Guenda Goria         | 31 años | Actriz teatral                                            | Roma                | Eliminada           |
| Matilde Brandi       | 51 años | Bailarina, showgirl                                       | Roma                | Eliminada           |
| Myriam Catania       | 40 años | Actriz, actriz de voz                                     | Roma                | Eliminada           |
| Franceska Pepe       | 28 años | Modelo                                                    | Sarzana             | Eliminada           |
| Denis Dosio          | 19 años | Influencer                                                | Forlì               | Expulsado           |
| Fulvio Abbate        | 63 años | Escritor                                                  | Palermo             | Eliminado           |
| Fausto Leali         | 75 años | Cantautor                                                 | Nuvolento           | Expulsado           |
| Flavia Vento         | 43 años | Showgirl                                                  | Roma                | Retirada            |

### Grande Fratello VIP 6(2021-2022)
Presentador: Alfonso Signorini - Inicio de emisión: 13 de septiembre de 2021 - Fin de emisión: 14 de marzo de 2022 - Episodios: 49 - Días: 183 - Número de participantes: 37 - Premio en metálico: 100 000 € - Opinionistas en el estudio: Adriana Volpe, Sonia Bruganelli, Laura Freddi, - Comentaristas populares: Adriana Maria Rota Rosella Rota - Empresa de Internet: Linkem
La sexta edición de Grande Fratello VIP se emitió en directo en horario central en Canale 5 del 13 de septiembre de 2021 al 14 de marzo de 2022 en el Palastudio de Cinecittà en Roma, de nuevo presentado por Alfonso Signorini por tercera vez consecutiva, apoyado en el estudio por los comentaristas Adriana Volpe y Sonia Bruganelli (sustituida por Laura Freddi, en el trigésimo primer episodio del 3 de enero y en el trigésimo segundo del 7 de enero de 2022), y por las populares comentaristas Adriana Maria. y Rosella Rota
Los 37 concursantes estuvieron en la casa durante 183 días y Jessica Hailé Selassie ganó el premio final en metálico de 100 000 euro.
| Competidor                                    | Edad    | Profesión                                               | Lugar de nacimiento  | Estado              |
| --------------------------------------------- | ------- | ------------------------------------------------------- | -------------------- | ------------------- |
| Jessica Hailé Selassié                        | 26 años | Blogger de moda                                         | Roma                 | Ganadora            |
| Davide Silvestri                              | 40 años | Actor                                                   | Milán                | Segundo clasificado |
| Gherardo "Barù" Gaetani Dell'Aquila D'Aragona | 40 años | Enólogo, personalidad de televisión                     | Bolgheri             | Tercero clasificado |
| Delia Duran                                   | 33 años | Modelo, actriz                                          | Mérida               | Cuarta clasificada  |
| Lucrezia "Lulù" Hailé Selassié                | 23 años | Influencer                                              | Roma                 | Quinta clasificada  |
| Giucas Casella                                | 71 años | Ilusionista, personalidad de televisión                 | Termini Imerese      | Eliminado           |
| Sophie Codegoni                               | 19 años | Modelo, influencer, personalidad de televisión          | Riccione             | Eliminada           |
| Manila Nazzaro                                | 43 años | Presentador de televisión, presentador de radio         | Foggia               | Eliminada           |
| Soleil Sorge                                  | 27 años | Modelo, influencer, personalidad de televisión          | Los Ángeles          | Eliminada           |
| Miriana Trevisan                              | 48 años | Showgirl                                                | Nápoles              | Eliminada           |
| Antonio Medugno                               | 23 años | Profesor, influencer                                    | Nápoles              | Eliminado           |
| Alessandro Basciano                           | 32 años | Emprendedor, personalidad de televisión                 | Génova               | Eliminado           |
| Nathaly Caldonazzo                            | 52 años | Actriz, showgirl                                        | Roma                 | Eliminada           |
| Katia Ricciarelli                             | 75 años | Soprano, actriz, personalidad de televisión             | Rovigo               | Eliminada           |
| Kabir Bedi                                    | 75 años | Actor, personalidad de televisión                       | Lahore               | Eliminado           |
| Gianluca Costantino                           | 32 años | Asesor financiero, modelo, influencer                   | Nápoles              | Eliminado           |
| Gianmaria Antinolfi                           | 36 años | Manager                                                 | Nápoles              | Retirado            |
| Federica Calemme                              | 25 años | Modelo, influencer                                      | Casalnuovo di Napoli | Eliminada           |
| Manuel Bortuzzo                               | 22 años | Nadador                                                 | Trieste              | Retirado            |
| Valeria Marini                                | 54 años | Showgirl, actriz, personalidad de televisión            | Roma                 | Eliminados          |
| Giacomo Urtis                                 | 44 años | Cirujano, personalidad de televisión                    | Caracas              | Eliminados          |
| Carmen Russo                                  | 61 años | Showgirl, actriz, bailarina, personalidad de televisión | Génova               | Eliminada           |
| Eva Grimaldi                                  | 60 años | Actriz                                                  | Nogarole Rocca       | Eliminada           |
| Biagio D'Anelli                               | 38 años | Personalidad de televisión                              | Rodi Garganico       | Eliminado           |
| Aldo Montano                                  | 42 años | Ex esgrimista                                           | Livorno              | Retirado            |
| Francesca Cipriani                            | 37 años | Showgirl, personalidad de televisión                    | Popoli               | Retirada            |
| Alex Belli                                    | 38 años | Actor, modelo                                           | Parma                | Expulsado           |
| Maria Monsè                                   | 47 años | Personalidad de televisión, actriz                      | Castel di Iudica     | Eliminada           |
| Patrizia Pellegrino                           | 59 años | Personalidad de televisión, actriz                      | Torre Annunziata     | Eliminada           |
| Clarissa Hailé Selassié                       | 19 años | Influencer                                              | Roma                 | Eliminada           |
| Nicola Pisu                                   | 32 años | Empleado                                                | Trento               | Eliminado           |
| Jo Squillo                                    | 61 años | DJ, cantautora, presentador de televisión               | Milán                | Eliminada           |
| Ainett Stephens                               | 39 años | Presentadora de televisión, modelo, showgirl            | Ciudad Guayana       | Eliminada           |
| Raffaella Fico                                | 33 años | Corista, modelo, actriz, personalidad de televisión     | Cercola              | Eliminada           |
| Amedeo Goria                                  | 67 años | Periodista, presentador de televisión                   | Turín                | Eliminado           |
| Samy Youssef                                  | 26 años | Modelo                                                  | Sharm el-Sheikh      | Eliminado           |
| Andrea Casalino                               | 38 años | Actor, personalidad de televisión                       | Bríndisi             | Eliminado           |
| Tommaso Eletti                                | 21 años | Personalidad de televisión                              | Roma                 | Eliminado           |

### Grande Fratello VIP 7(2022-2023)
Presentadores: Alfonso Signorini - Inicio de emisión: 19 de septiembre de 2022 - Fin de emisión: 3 de abril 2023 - Episodios: 45 - Días: 197 - Número de participantes: 35 - Premio en metálico: 100 000 € - Columnistas: Orietta Berti, Sonia Bruganelli, Pierpaolo Pretelli, Soleil Sorge - Enviada de social: Giulia Salemi - Empresa de Internet: Linkem
La séptima edición de Grande Fratello VIP se emitió en directo en horario central en Canale 5 del 19 de septiembre de 2022 al 3 de abril de 2023 en el Palastudio de Cinecittà en Roma, de nuevo conducido por Alfonso Signorini por cuarta vez consecutiva, apoyado en el estudio por los comentaristas Orietta Berti y Sonia Bruganelli (sustituida por Pierpaolo Pretelli y Soleil Sorge, en el vigésimo quinto episodio del 26 de diciembre de 2022 y en el vigésimo sexto del 2 de enero de 2023) y Giulia Salemi como corresponsal en las redes sociales.
| Competidor                 | Edad    | Profesión                                     | Lugar de nacimiento     | Estado              |
| -------------------------- | ------- | --------------------------------------------- | ----------------------- | ------------------- |
| Nikita Pelizon             | 28 años | Modelo, influencer                            | Trieste                 | Ganadora            |
| Oriana Marzoli             | 30 años | Influencer, personalidad de televisión        | Caracas                 | Segunda clasificada |
| Alberto De Pisis           | 32 años | Influencer, comentador de televisión          | Milán                   | Tercero clasificado |
| Sofia Giaele De Donà       | 23 años | Modelo, emprendedora                          | Conegliano              | Cuarta clasificada  |
| Edoardo Tavassi            | 37 años | Actor de voz, realizador de videos            | Roma                    | Quinto clasificado  |
| Micol Incorvaia            | 29 años | Influencer                                    | Pordenone               | Sexta clasificada   |
| Milena Miconi              | 50 años | Actriz                                        | Roma                    | Eliminada           |
| Luca Onestini              | 29 años | Dentista, modelo, personalidad de televisión  | Castel San Pietro Terme | Eliminado           |
| Andrea Maestrelli          | 24 años | Jugador de fútbol                             | Empoli                  | Eliminado           |
| Antonella Fiordelisi       | 24 años | Influencer, modelo, ex esgrimista             | Salerno                 | Eliminada           |
| Daniele Dal Moro           | 32 años | Modelo, personalidad de televisión            | Verona                  | Expulsado           |
| Davide Donadei             | 27 años | Restaurador, personalidad de televisión       | Parabita                | Eliminado           |
| Edoardo Donnamaria         | 29 años | Locutor de radio, personalidad de televisión  | Roma                    | Expulsado           |
| Sarah Altobello            | 34 años | Showgirl                                      | Modugno                 | Eliminada           |
| Nicole Murgia              | 29 años | Actriz, modelo                                | Roma                    | Eliminada           |
| Antonino Spinalbese        | 27 años | Peluquer, fotógrafo                           | Torre del Greco         | Eliminado           |
| Attilio Romita             | 69 años | Periodista, presentadora de televisión.       | Bari                    | Eliminado           |
| George Ciupilan            | 20 años | Influencer, personalidad de televisión        | Huși                    | Eliminado           |
| Wilma Goich                | 76 años | Cantante                                      | Cairo Montenotte        | Eliminada           |
| Dana Saber                 | 29 años | Modelo, actriz                                | Rabat                   | Eliminada           |
| Patrizia Rossetti          | 63 años | Presentadora de televisión                    | Montaione               | Retirada            |
| Luca Salatino              | 30 años | Chef, personalidad de televisión              | Roma                    | Retirado            |
| Charlie Gnocchi            | 59 años | Locutor de radio, pintor                      | Fidenza                 | Eliminado           |
| Riccardo Fogli             | 75 años | Cantautor                                     | Pontedera               | Expulsado           |
| Luciano Punzo              | 28 años | Modelo, personalidad de televisión            | San Giorgio a Cremano   | Eliminado           |
| Pamela Prati               | 63 años | Showgirl, actriz                              | Ozieri                  | Eliminada           |
| Carolina Marconi           | 44 años | Actriz, showgirl                              | Caracas                 | Eliminada           |
| Elenoire Ferruzzi          | 46 años | Cantante, showgirl, influencer                | Cittiglio               | Eliminada           |
| Amaurys Pérez              | 46 años | Exjugador de waterpolo                        | Camagüey                | Eliminado           |
| Cristina Quaranta          | 50 años | Showgirl, presentadora de televisión          | Roma                    | Eliminada           |
| Francesca "Gegia" Antonaci | 63 años | Comediante, actriz                            | Galatina                | Eliminada           |
| Sara Manfuso               | 38 años | Comentarista de televisión, ex modelo         | Cassino                 | Retirada            |
| Giovanni Ciacci            | 51 años | Diseñador de moda, personalidad de televisión | Siena                   | Eliminado           |
| Ginevra Lamborghini        | 29 años | Influencer, cantante                          | Bologna                 | Expulsada           |
| Marco Bellavia             | 57 años | Presentador de televisión, actor              | Milán                   | Retirado            |

## Controversias y recepción
A lo largo de las ediciones, el programa se ha visto afectado por numerosas polémicas y polémicas respecto a actitudes y declaraciones de competidores y presentadores respecto a cuestiones sociales, como el racismo, el bullying, el mobbing, el aborto, la religión, la misoginia y la homofobia.
El programa fue calificado por algunos periódicos como "una mala página de televisión", mientras que Il Fatto Quotidiano definió el programa como "obsceno" por los contenidos emitidos, describiéndolo como "la peor telenovela que jamás haya aparecido en la televisión; cada edición del reality show puede ser más obsceno que el anterior".
En 2018, la revista L'Espresso calificó el programa como "el peor del año". En 2022, la misma revista informó que "Signorini presentó su novia prohibiendo la corrección política y se desató una antología de sexismo, racismo, homofobia, chistes de dudoso gusto, malas palabras, malicia" y concluyó que si "el Grande Fratello pudiera tener un enfoque educativo aún más vago La intención rápidamente despejó el camino para los malentendidos. Y todo volvió a las filas de la horrible televisión".

### Expuesto por Codacons
Tras las acusaciones de acoso escolar ocurridas durante la séptima edición del programa, el 5 de octubre de 2022 Codacons presenta una denuncia ante la Fiscalía de Roma contra los autores, presentadores y competidores del programa por el "posible caso de violencia privada" y también contra la propia cadena Mediaset, solicitando a AgCom que investigue "por la posible violación de las disposiciones en materia de programas de televisión".

## Audiencias
| Edición | Red de televisión | Año       | Estación           | Programación | Programación | Programación | Programación | Programación | Programación | Programación | Espectadores | Compartir | Premiere     | Premiere  | Final        | Final     |
| Edición | Red de televisión | Año       | Estación           | L            | M            | M            | J            | V            | S            | D            | Espectadores | Compartir | Espectadores | Compartir | Espectadores | Compartir |
| ------- | ----------------- | --------- | ------------------ | ------------ | ------------ | ------------ | ------------ | ------------ | ------------ | ------------ | ------------ | --------- | ------------ | --------- | ------------ | --------- |
| 1       | Canale 5          | 2016      | caer               |              |              |              |              |              |              |              | 4 119 000    | 21,73%    | 3 844 000    | 21,60%    | 5 050 000    | 26,36%    |
| 2       | Canale 5          | 2017      | caer               | 4 863 000    | 25,65%       | 4 449 000    | 24,53%       | 5 569 000    | 30,92%       |              |              |           |              |           |              |           |
| 3       | Canale 5          | 2018      | caer               |              | 3 411 000    | 20,04%       | 3 341 000    | 20,95%       | 3 446 000    | 21,90%       |              |           |              |           |              |           |
| 4       | Canale 5          | 2020      | invierno-primavera |              |              |              | 3 414 000    | 18,83%       | 3 405 000    | 20,15%       | 4 554 000    | 23,17%    |              |           |              |           |
| 5       | Canale 5          | 2020-2021 | caer-invierno      |              |              | 3 306 000    | 19,04%       | 2 833 000    | 18,99%       | 4 298 000    | 25,40%       |           |              |           |              |           |
| 6       | Canale 5          | 2021-2022 | caer-invierno      | 3 090 000    | 20,20%       | 2 860 000    | 20,70%       | 3 659 000    | 26,06%       |              |              |           |              |           |              |           |
| 7       | Canale 5          | 2022-2023 | caer-primavera     |              |              | 2 649 000    | 20,58%       | 2 636 000    | 21,73%       | 2 871 000    | 24,00%       |           |              |           |              |           |

## Programas relacionados

### GF VIP Party
GF VIP Party fue una serie web italiana disponible en plataformas de Internet, transmitida en el portal Mediaset Infinity del 21 de septiembre de 2020 al 3 de abril de 2023, conducida por Annie Mazzola y Simone "Awed" Paciello en la primera edición de 2020 y 2021, en la segunda edición de 2021 y 2022 la conducción pasó a Giulia Salemi y Gaia Zorzi, mientras que en la tercera edición de 2022 y 2023 la conducción pasó a Pierpaolo Pretelli y Soleil Sorge. El programa comenta los hechos ocurridos recientemente en el interior de la casa de Grande Fratello VIP.
El programa
El programa se emitió del 21 de septiembre de 2020, al 3 de abril de 2023 en el portal Mediaset Infinity, con la conducción de Annie Mazzola y Simone "Awed" Paciello en la primera edición de 2020 y 2021, en la segunda edición de 2021 y 2022 la conducción pasó a Giulia Salemi y Gaia Zorzi mientras que en la tercera edición de 2022 y 2023 la sede pasó a Pierpaolo Pretelli y Soleil Sorge El programa comenta los hechos ocurridos recientemente en el interior de la casa de Grande Fratello VIP.
El programa es de género contenedor, alternando momentos de lectura de tweets con el hashtag oficial #gfvipparty, momentos con transmisiones en vivo desde la casa, y columnas como el confesionario y el club de lectura. En la primera edición el programa se transmitió hasta el episodio 45 en horario diurno, de lunes a viernes de 16.20 a 17.20 horas; mientras que del episodio 46 al 57 se amplió una hora y se emitió entre la franja de acceso y la franja de máxima audiencia todos los lunes de 20.30 a 22.30 horas. En la segunda edición, el programa se emitía entre la franja prime time de acceso y la franja prime time todos los lunes y viernes de 20:45 a 22:45 horas. En la segunda edición, el programa se emitió entre la franja horaria de máxima audiencia de acceso y la franja horaria de horario central todos los lunes de 20.30 a 22.30 horas (a excepción de algunas duplicaciones los jueves y viernes por la noche). En la tercera edición, el programa se emite entre el horario de máxima audiencia de acceso y el horario central todos los lunes de 20.30 a 22.30 horas (a excepción de algunas duplicaciones los jueves y sábados por la noche). Está muy lleno de invitados como concursantes eliminados, concursantes de ediciones anteriores y familiares de concursantes.
Ediciones
| Edición | Año       | Conducción         | Conducción             | Período                  | Período             | Apuestas | Edición de Grande Fratello VIP |
| Edición | Año       | Conducción         | Conducción             | Comenzar                 | Fin                 | Apuestas | Edición de Grande Fratello VIP |
| ------- | --------- | ------------------ | ---------------------- | ------------------------ | ------------------- | -------- | ------------------------------ |
| 1.ª     | 2020-2021 | Annie Mazzola      | Simone "Awed" Paciello | 21 de septiembre de 2020 | 1 de marzo de 2021  | 57       | Grande Fratello VIP 5          |
| 2.ª     | 2021-2022 | Giulia Salemi      | Gaia Zorzi             | 13 de septiembre de 2021 | 14 de marzo de 2022 | 49       | Grande Fratello VIP 6          |
| 3.ª     | 2022-2023 | Pierpaolo Pretelli | Soleil Sorge           | 19 de septiembre de 2022 | 3 de abril de 2023  | 44       | Grande Fratello VIP 7          |

Programación
| Edición | Editor            | Año       | Estación       | Horas       | Programmazione | Programmazione | Programmazione | Programmazione | Programmazione                        | Programmazione  | Programmazione | Colocación    | Colocación    |
| Edición | Editor            | Año       | Estación       | Horas       | L              | M              | M              | J              | V                                     | S               | D              | Colocación    | Colocación    |
| ------- | ----------------- | --------- | -------------- | ----------- | -------------- | -------------- | -------------- | -------------- | ------------------------------------- | --------------- | -------------- | ------------- | ------------- |
| 1.ª     | Mediaset Infinity | 2020-2021 | caer-invierno  | 16:20-17:20 |                |                |                |                |                                       |                 |                | Tiempo de día | Tiempo de día |
| 1.ª     | Mediaset Infinity | 2020-2021 | caer-invierno  | 20:30-22:30 |                |                |                |                | Acceso en horario de máxima audiencia | Horario central |                |               |               |
| 2.ª     | Mediaset Infinity | 2021-2022 | caer-invierno  | 20:45-22:45 |                |                |                |                | Acceso en horario de máxima audiencia | Horario central |                |               |               |
| 3.ª     | Mediaset Infinity | 2022-2023 | caer-primavera | 20:30-22:30 |                |                |                |                | Acceso en horario de máxima audiencia | Horario central |                |               |               |

Columnas
- El club de lectura: los presentadores leen libros de los concursantes de la casa, o de personas cercanas a los concursantes, que son divertidos o pueden parecer surrealistas.
- El confesionario: los presentadores, con una caricatura que representa el interior del confesionario, simulan estar en la casa y responden a las preguntas de los usuarios de Twitter o del director.
- Lectura de tweet.
- En vivo desde la casa: conexión con el canal Mediaset Extra con retransmisión en directo desde la dirección 1 de la vivienda.
- Spezza un Mikado: los presentadores "rompen" un mikado, patrocinador del programa, como si fuera la famosa lanza a favor del competidor que más les gustó en los días previos al episodio.
- Leyendo los mejores memes de twitter
- El reto: los dos presentadores se desafían al comienzo del episodio tratando de adivinar la respuesta correcta a una pregunta sobre los concursantes de GF o el episodio que se transmitirá. Quien pierda tendrá que sufrir un castigo elegido por los autores del programa o por la gente de Twitter que comenta el episodio con el hashtag #gfvipparty.

### GFVIP Late Show
GFVIP Late Show fue un programa de entrevistas televisivo italiano dedicado a la quinta edición de Grande Fratello VIP, emitido los miércoles por la tarde en Mediaset Extra del 27 de enero al 24 de febrero de 2021 en cuatro episodios conducidos por Tommaso Zorzi (competidor de la propia edición). El programa era un programa de variedades que contaba con invitados, entrevistas, juegos, chistes y comparaciones. El programa también pasa a llamarse TZ Late Show (donde TZ indica el nombre del presentador).
El 3 de febrero de 2021 el programa no salió al aire por respeto al duelo de la concursante Dayane Mello por la pérdida de su hermano.

## Relaciones conGrande Fratello VIPen el mundo
- Fabio Testi, competidor en el Gran Hermano VIP 1 en España (), en 2020 participó en la cuarta edición del formato italiano.
- Oriana Marzoli, competidora de las ediciones Gran Hermano VIP 6 y Gran Hermano VIP 8 en España (), en 2022 participó en la séptima edición del formato italiano.